# Ike: Ziua Z
Ike: Ziua Z (titlu original: Ike: Countdown to D-Day) este un film american din 2004, realizat pentru televiziune, o dramă istorică de război. A fost difuzat inițial pe canalul de televiziune american A&E. Este regizat de Robert Harmon⁠(d) și scris de Lionel Chetwynd. Ike: Ziua Z a fost filmat în totalitate în Noua Zeelandă, cu rolurile personajelor britanice interpretate de neozeelandezi; în timp ce rolurile personajelor americane au fost interpretate de americani.

## Rezumat
Tom Selleck îl interpretează pe generalul american Dwight D. Eisenhower,  cunoscut sub numele de „Ike”. Filmul prezintă deciziile dificile pe care le-a luat până la Ziua Z (Operațiunea Neptun), precum și diversele personalități din comandamentul său: generalul-locotenent american Omar N. Bradley (James Remar),   generalul-locotenent american George S. Patton (Gerald McRaney), generalul britanic Bernard Montgomery (Bruce Phillips) și generalul francez Charles de Gaulle (George Shevtsov).
Filmul nu are secvențe de acțiune, concentrându-se în schimb pe activitatea interioară a Cartierului General Suprem al Forțelor Expediționare Aliate care a dus la invazia de succes din Ziua Z a celui de-Al Doilea Război Mondial. Concentrându-se pe deciziile efectiv luate de Eisenhower și pe presiunile exercitate asupra lui personal, include relația sa personală cu prim-ministrul britanic Winston Churchill (Ian Mune) și propriul șef de stat major, generalul-locotenent american Walter Bedell Smith (Timothy Bottoms).
Filmul este, de asemenea, remarcabil pentru că este singura producție majoră în care portretizarea generalului Montgomery se concentrează pe rolul său de profesionist militar competent, în loc să se concentreze pe presupusele sale tulburări de personalitate, arătând în același timp excentricitățile sale. Personalitatea complexă a generalului Patton este, de asemenea, conturată într-un set foarte scurt de scene interpretate de Gerald McRaney.
Filmul omite relația lui Ike cu cpt. Kay Summersby⁠(d), șoferița sa, deși ea apare pentru scurt timp într-o scenă în care ofițerii generali urmăresc role de film. Ea este, de asemenea, descrisă ca șoferița sa atunci când Ike vizitează parașutiștii americani în ajunul Zilei Z.

## Distribuție
- Tom Selleck – Dwight D. Eisenhower
- James Remar⁠(d) – generalul Omar Bradley
- Gerald McRaney⁠(d) – George S. Patton
- George Shevtsov – generalul Charles de Gaulle
- Timothy Bottoms⁠(d) – Walter Bedell „Beetle” Smith
- Ian Mune⁠(d) – prim-ministru Winston Churchill
- Bruce Phillips – generalul Bernard Law Montgomery
- Paul Gittins⁠(d) – generalul-maior Henry Miller
- John Bach – mareșal al aerului Sir Trafford Leigh-Mallory⁠(d)
- Nick Blake – mareșal al aerului Arthur W. Tedder⁠(d)
- Kevin J. Wilson⁠(d) – amiralul Bertram Ramsay⁠(d)
- Christopher James Baker⁠(d) – căpitanul de grup James Stagg⁠(d)
- Bruce Hopkins⁠(d) – colonelul american la Savoy
- Gregor McLennan – căpitanul Chapman
- Paul Barrett⁠(d) – maiorul Wiatt
- Mick Rose – regele George al VI-lea
- Carole Seay – Regina Elisabeta, Regina Mamă
- Brian Gidley – responsabil cu disciplina (Chief Whip)
- Mark Cirillo – Paul A. Hodgeson
- Catherine Boniface – femeie la Savoy
- Rachel Wallis – sergent WAC.
- Stephen Brunton – caporalul tânăr
- David Mackie – sergent proiector
- Andrew Robertt – locotenent din Divizia 101 Aeropurtată
- Robert Pollock – sergent din divizia 101
- Craig Hall – caporal din divizia 101
- Clint Sharplin – parașutist din divizia 101
- Millen Baird –  soldat din divizia 101.

## Acuratețe istorică

### Erori
- Churchill se referă în mod incorect la Combined Bomber Offensive ca „bombardament de saturație”, un termen anacronic care poate fi aplicat cu exactitate doar la RAF Bomber Command. Termenul din aceea perioadă a fost „bombardament de zonă”.
- Scena de deschidere sugerează că Marea Britanie și Statele Unite nu au luat în considerare în mod serios posibilitatea unui comandant suprem aliat înainte de a planifica invazia de Ziua Z. De fapt, numirea comandanților supremi pentru diferitele teatre de război se făcea dinainte, deoarece s-a dovedit benefică în ultimele zile ale Primului Război Mondial odată cu numirea lui Ferdinand Foch în 1918 asupra forțelor aliate din Europa de Vest. Motivul pentru care numirea lui Eisenhower a necesitat unele negocieri a fost faptul că comandantul suprem inițial al Teatrului European de Operații, Frank Maxwell Andrews⁠(d), a fost ucis într-un accident aviatic.
- Scena de la sfârșitul filmului care arată vizita la Divizia 101 Aeropurtată este prezentată spectatorului ca fiind pe 6 iunie 1944. Această adunare specială a avut loc în ajunul Zilei Z pe 5 iunie 1944, înainte de decolarea către Franța. Faza aeropurtată a operațiunii Overlord a început târziu în seara zilei de 5 iunie și în primele ore ale zilei de 6 iunie. Astfel, la lumina zilei, pe 6 iunie, trupele aeriene aliate erau deja la sol în Franța.
- Filmul vorbește incorect despre „DD” – „duplex drive” - ambarcațiune de debarcare. Nicio ambarcațiune de debarcare nu avea o unitate DD. „DD-urile” erau de fapt tancuri Sherman modificate pentru a pluti în apă calmă și cu o elice pentru a propulsa tancul de la ambarcațiunea de lansare LCT la țărm. Pe plaja Omaha, majoritatea s-au scufundat în marea agitată, ceea ce înseamnă că trupele de pe plajă nu aveau sprijin blindat.
- Spre deosebire de film, LST-urile (tancul navei de aterizare) nu au fost folosite în primele ore ale Zilei Z; au apărut după ce plajele au fost asigurate.
- „Lovitura ca un pumnal” a generalului Montgomery în Berlin nu a fost prezentată lui Eisenhower înainte de Ziua Z, a făcut parte din planul său de operațiuni după izbucnirea Normandiei și a fost prezentată în prima săptămână a lunii septembrie. De fapt, debarcările au fost mărite de la trei plaje la cinci de către Montgomery.
- În film, Churchill a spus că „nimeni în Marea Britanie nu locuiește la mai mult de 150 de mile de mare”. De fapt, era vorba de 65 de mile.
- Ei urmăresc filmul Henric al V-lea al lui Laurence Olivier, care a fost lansat la Londra pe 22 noiembrie 1944.

### Fapte reale
- În scena de deschidere în care prim-ministrul Winston Churchill și Eisenhower discută despre potențiali comandanți pentru comandamentul general de vârf al invaziei Normandiei, Ike se referă în mod incorect la generalul forțelor aeriene ale armatei Statelor Unite ale Americii Carl Spaatz, poreclit „Tooey”, drept „Jimmy Spaatz”.
- Filmul descrie cu acuratețe incidentul în care Henry J. F. Miller, un general-maior temporar și coleg de clasă la West Point cu Eisenhower, care era șef al Comandamentului de Materiale al USAFE, a spus ora și locul general ale operațiunii Overlord în timp ce era beat la un restaurant. Un locotenent de la Divizia 101 Aeropurtată a auzit acest lucru și a raportat asta în lanțul de comandă. Miller a fost trimis înapoi în Statele Unite cu gradul său permanent de locotenent colonel.[1]
- Filmul descrie cu acuratețe mesajul compus de Eisenhower pentru difuzare în cazul unei invazii nereușite. În acesta, Eisenhower a lăudat trupele care au încercat debarcarea și și-a luat singur vina pentru eșec.
- Lipsa de bărci Higgins (LCVP) descrisă în film a fost reală.
- Filmul face referire cu precizie la rolul Armatei 1 Canadiene (Juno Beach⁠(d)) în loc s-o transforme pur și simplu într-o referință generică ca „britanici”.